# Liste der Kulturdenkmale in Agüero (Huesca)
In der Liste der Kulturdenkmale in Agüero (Huesca) sind die Kulturdenkmale (Bien de Interés Cultural) der spanischen Gemeinde Agüero aufgeführt.

## Liste
| Bild           | Bezeichnung              | Lage  | Beschreibung | Bauzeit | Eingetragen seit  | Denkmal- nummer |
| -------------- | ------------------------ | ----- | ------------ | ------- | ----------------- | --------------- |
| weitere Bilder | Pfarrkirche San Salvador | Karte |              |         | 2. Oktober 2001   | RI-51-0010860   |
| weitere Bilder | Kirche Santiago          | Karte |              |         | 15. März 1920     | RI-51-0000177   |
|                | Abrigo de Agüero         |       |              |         | 15. November 1996 | RI-51-0009359   |
|                | Abrigo de los Gitanos    |       |              |         | 15. November 1996 | RI-51-0009360   |